# Теория на доминото
Теория на доминото или още наречена ефект на доминото е политическо обяснение, което дава САЩ за външната си политика по време на Студената война. За пръв път е спомената от Дуайт Айзенхауер на 7 април 1954.
Според „теорията на доминото“ държавите, които се намират в близост до голяма комунистическа страна, биват повлияни от комунистическите идеи и рано или късно установяват комунизъм. Според официалните изявления на американското правителство „теорията на доминото“ е причината за намесата на САЩ във Виетнамската война поради опасенията им, че ако не влязат във войната, под комунистическа власт ще попаднат всички държави от Индокитайският полуостров – Лаос, Камбоджа и т.н.